# 沈阳师范大学
沈阳师范大学，简称沈师、沈师大，是一所位于中国辽宁省沈阳市的涵盖哲学、经济学、法学、教育学、文学、历史学、理学、工学、管理学、艺术学等十大学科门类的多科性大学。为中国教育部首批开展专业学位研究生教育综合改革试点高校、中国第二批深化创新创业教育改革示范高校。
沈阳师范大学始建于1951年，其前身为东北教育学院，1953年更名为沈阳师范学院；1965年更名为辽宁第一师范学院；1978年恢复沈阳师范学院校名。2002年，沈阳师范学院与辽宁教育学院合并组建为沈阳师范大学。截止至2018年6月，学校占地面积1228282.7平方米，建筑面积942220.78平方米。学校共有全日制本科生19293人，硕士研究生2917人，长短期留学生1029人，学校现有26个二级学院和本科专业76个。

## 历史沿革

### 合并前身
沈阳师范大学于2002年由沈阳师范学院与辽宁教育学院合并组建而成。
- 沈阳师范学院

1951年3月，东北人民政府教育部决定创办东北教师学院，同年4月改称为东北教育学院。
1951年5月，东北人民政府教育部正式批准成立东北教育学院。
1953年5月，东北行政委员会教育局将辽东、辽西、沈阳等七所师范专科学校调整合并为三所院校，即东北教育学院、哈尔滨师范专科学校及大连师范专科学校。
1953年9月，东北教育学院更名为沈阳师范学院，郭沫若题写校名。
1965年10月，学校正式更名为辽宁第一师范学院。
1969年12月，省革委员会决定撤销锦州师范学院，并将该院的物理系、化学系调入辽宁第一师范学院，学院在此基础上组建了工业基础系和农业基础系。
1973年7月，学校组建辽宁第一师范学院锦州分院，并将物理、化学两个系调回锦州，与原锦州师范学院旧部在旧址上建设了锦州分院。
1976年，辽宁第一师范学院迁回沈阳，恢复沈阳师范学院校名，学院隶属关系确定为省、市共管，以市管为主，同时决定将“辽宁第一师范学院”锦州分院改为锦州师范学院。
1982年，学校划归为辽宁省人民政府管理。
1984年，学校取得硕士学位授予权。
- 辽宁教育学院

辽宁教育学院是在原辽宁省教育行政干部学校、辽宁函授学院和辽宁省教师进修学院以及辽宁省中小学教学研究室基础上组建而成的。原辽宁省教育行政干部学校创建于1956年3月，辽宁函授学院成立于1962年，辽宁省教师进修学院建立于1957年10月。
1977年8月，辽宁省编制委员批复成立辽宁教育学院。
1978年3月，郭沫若为辽宁教育学院书写了校名。
1986年11月，辽宁省教育行政干校恢复建立，并改名为辽宁教育行政学院，同辽宁教育学院合署办公。

### 两校合并
2002年3月，教育部正式批准沈阳师范学院与辽宁教育学院合并组建沈阳师范大学。
2012年11月，学校入选教育部首批“卓越法律人才教育培养计划”。 
2014年12月，学校入选教育部首批“卓越教师培养计划”。
2017年6月，学校入选教育部第二批深化创新创业教育改革示范高校。
2018年11月，教育部公示第一批中华优秀传统文化传承基地名单，沈阳师范大学入选。

## 办学条件
院系设置
| 学院                                       | 本科专业 |
| ------------------------------------------ | --- |
| 沈阳师范大学教育科学学院                   | 教育学（师范）、应用心理学（师范） |
| 沈阳师范大学外国语学院                     | 英语（师范）、英语、翻译、法语、日语、德语、俄语 |
| 沈阳师范大学文学院                         | 汉语言文学（师范）、汉语言国际教育（师范） |
| 沈阳师范大学数学与系统科学学院             | 数学与应用数学（师范）、应用统计学、数据科学与大数据技术                                                                                                   |
| 沈阳师范大学物理科学与技术学院             | 物理学（师范）、应用物理学、电子信息工程 |
| 沈阳师范大学化学化工学院                   | 化学（师范）、应用化学、能源化学工程 |
| 沈阳师范大学生命科学学院                   | 生物科学（师范）、生物技术、环境生态工程 |
| 沈阳师范大学新闻与传播学院（教育技术学院） | 教育技术学（师范）、网络与新媒体、新闻学、广播电视编导 |
| 沈阳师范大学马克思主义学院                 | 思想政治教育（师范） |
| 沈阳师范大学管理学院                       | 行政管理、劳动与社会保障、人力资源管理 |
| 沈阳师范大学旅游管理学院                   | 历史学（师范）、旅游管理、会展经济与管理、酒店管理 |
| 沈阳师范大学体育科学学院                   | 体育教育（师范）、社会体育指导与管理、运动训练、武术与民族传统体育                                                                                         |
| 沈阳师范大学国际商学院                     | 国际经济与贸易、金融学、市场营销、物流管理 |
| 沈阳师范大学软件学院                       | 计算机科学与技术（师范）、计算机科学与技术、软件工程、网络工程                                                                                             |
| 沈阳师范大学法学院                         | 法学 |
| 沈阳师范大学社会学学院                     | 社会学、社会工作 |
| 沈阳师范大学学前与初等教育学院             | 学前教育（师范）、小学教育（师范） |
| 沈阳师范大学戏剧艺术学院                   | 音乐表演（中国乐器演奏）、舞蹈表演、表演、表演（戏剧与影视表演）、表演（京剧表演）、播音与主持艺术、戏剧影视美术设计                                       |
| 沈阳师范大学音乐学院                       | 音乐学（师范）、音乐表演、音乐表演（美声）、音乐表演（民声）、音乐表演（钢琴）、音乐表演（流行音乐演唱）、音乐表演（流行音乐演奏）、音乐表演（西洋管弦乐） |
| 沈阳师范大学美术与设计学院                 | 美术学（师范）、公共艺术、动画、视觉传达设计、环境设计、绘画、雕塑、工艺美术                                                                               |
| 沈阳师范大学粮食学院                       | 粮食工程、食品质量与安全、食品科学与工程 |
| 沈阳师范大学古生物学院                     | 古生物学 |

### 学科建设
截至2018年，学校有硕士学位一级学科授权点24个，二级学科授权点128个，专业学位授权点11个，辽宁省一流学科A类层次学科1个、辽宁省高等学校一流特色学科2个、培育学科6个。 
一级学科硕士点：哲学、理论经济学、法学、社会学、马克思主义理论、教育学、心理学、体育学、中国语言文学、外国语言文学、数学、物理学、化学、生物学、生态学、统计学、化学工程与技术、食品科学与工程、管理科学与工程、公共管理、工商管理、音乐与舞蹈学、美术学、设计学。
专业学位授权点：教育、公共管理、法律（非法学、法学）、应用心理、艺术、体育、翻译（英语口译、英语笔译）、社会工作、旅游管理、汉语国际教育、新闻与传播 
辽宁省一流学科A类层次学科：教育学
辽宁省高等学校一流特色学科：教育学、公共管理 
辽宁省重点培育学科：民商法学、应用化学、动物学、中国现当代文学、社会学、思想政治教育
校一流学科：教育学、法学、化学工程与技术、生物学、中国语言文学
校一级重点学科：教育学、社会学、中国语言文学、生物学、法学、体育学、物理学、化学工程与技术
校二级重点学科：教育经济与管理、动物学、中国现当代文学、古生物学、教育技术学、企业管理、高等教育学、计算机应用技术、粮食油脂与植物蛋白工程、应用化学 

### 师资力量[13]
截至2017年5月，学校有专任教师1452人，其中，长江学者特聘教授2人、国务院政府特殊津贴专家13人、辽宁省特聘教授10人、教授200余名、副教授500余名、正高级专业技术人员248人、副高级专业技术人员623人；有国家级教学名师1人，教育部新世纪优秀人才支持计划、全国“百千万人才工程”国家级人选、省级百千万人才工程人选、省级教学名师、省级优秀教师、省级学科带头人若干人；有省级创新团队6个，省级教学团队8个。
长江学者特聘教授：姚建宗 
国务院政府特殊津贴获得者：霍存福、姚建宗  
教育部新世纪优秀人才支持计划：霍存福、姚建宗 
全国“百千万人才工程”国家级：姚建宗 
省级教学名师：吴兴杰、王虹、毛金凤、包玉秋
省级优秀教师：卢萍、王晓东（附属艺术学校校长）
省级百千万人才工程人选：胡玉伟、徐涵、徐成芳、张冬梅、艾晶、秦海霞、刘桂秋、叔贵峰、刘春芝 、秦海霞、朱君江、图雅、刘伟、郭媛媛、潘晶、曹慧英、关洪岩、刘聪 、刘凌、马乐、田宁、王家勇、徐琳琳、刘天华、田鹏、张冬梅、封文江、张阳、冯茁、王晓、马焕灵、韩玉、肖志刚、林李楠  、荆永君、詹娜、周长付、付雅君、高天附、高铁刚、姜杨、荆永君、李 丽、刘瑞银、王艳 
省级学科带头人：王虹
省级创新团队：法律与公共政策创新团队
省级教学团队：马克思主义中国化教研室教学团队   、思想政治理论课教学团队、  文艺学教学团队、学前教育专业理论教研室教学团队  、现代教育技术教学团队  、太极拳运动教学团队
（以上根据公开信息整理，均为不完全名单）

### 教学建设[1]
截至2017年5月，学校有国家级综合改革试点专业1个、国家级特色专业4个；省级特色优势专业5个、省级特色（示范性）专业9个、省级综合改革试点专业6个、省级重点支持专业2个、省级工程人才培养模式改革试点专业3个；国家级实验教学示范中心1个、省级实验教学示范中心8个、省级虚拟仿真实验教学中心1个；国家级大学生校外实践教育基地2个、卓越法律人才培养基地1个、卓越幼儿教师培训计划项目1项；国家级各类精品课程4门、省级各类精品课程79门。
国家级综合改革试点专业：学前教育
国家级特色专业：汉语言文学、英语、旅游管理、学前教育
省级示范性专业：汉语言文学、英语、学前教育、旅游管理、 教育技术学、物理学、教育学、粮食工程
省级重点支持专业：教育学、教育技术学 
省级综合改革试点专业：软件工程、金融学、法学  、学前教育 、教育技术学 
省级工程人才培养模式改革试点专业：电子信息工程、食品科学与工程  、计算机科学与技术 
省级特色优势专业：英语、汉语国际教育、旅游管理、音乐表演、表演
国家级实验教学示范中心：教师信息技术应用能力实验实训中心
省级实验教学示范中心：体育学实验教学示范中心、物理实验教学示范中心   、儿童教育实验实训教学中心、经济管理实验实训教学中心  、教师信息技术综合实验实训平台   、教育技术学实验教学示范中心   、体育实验教学示范中心 
省级虚拟仿真实验教学中心：沈阳师范大学经济管理虚拟仿真实验教学中心 
国家级精品资源共享课：现代教育技术应用 
国家级精品视频公开课：书法审美与基本技法 
省级精品课程：货币金融学、   学前教育学、概率论与数理统计 、国际贸易实务  、社会调查研究方法  、邓小平理论和三个代表重要思想概论   、现代教育技术  、学前心理学、太极运动  、古代文学 
省级精品资源共享课：货币金融学、实用博弈论   、国际贸易  、民事诉讼法学、刑法学、刑事诉讼法  、马克思主义和中国特色社会主义理论概论 、计算机多媒体技术 、儿童发展  、钢琴与儿歌弹唱、幼儿玩教具制作、幼儿园科学教育、儿童发展、婴幼儿心理发展与教育、幼儿游戏与指导   、网球、足球 、现代汉语、中国现代文学  、实用大学英语口语
省级精品视频公开课：思想道德修养与法律基础 、现代教育技术 、网球、光耀神州的红山文化

## 学术研究

### 科研成果
2015年，学校“侏罗纪哺乳形动物和最早期哺乳动物的演化适应”项目获评辽宁省科学技术奖自然科学奖三等奖；  学校“微生物发酵结合挤压技术对米糠粕膳食纤维的改性及应用研究”项目获批辽宁省农业领域青年科技创新人才培养计划立项； 学校“辽宁实施科技创新驱动发展战略基本问题研究”联合项目获批辽宁省第四批科学技术计划立项； 学校“大数据中模糊语言值信息处理技术研究”等5个项目获批辽宁省自然科学基金指导计划立项。 
2016年，学校“磁效应影响X2MnZ基掺杂四元形状记忆合金马氏体相变机理的理论研究”等12个项目获批辽宁省自然科学基金指导计划立项。 
2017年，学校“电磁层析成像无损检测技术的研究”等7个项目获批辽宁省自然科学基金指导计划立项。
| 序号     | 项目名称                                                      | 项目负责人 |
| 1        | 磁效应影响X2MnZ基掺杂四元形状记忆合金马氏体相变机理的理论研究 | 李春梅     |
| 2        | 铁磁流体发电高效数值方法研究                                  | 李明军     |
| 3        | 高剂量辐射探测材料稀土掺杂纳米硼酸锌的结构设计和性能调控      | 刘丽艳     |
| 4        | 饲料粮食能氮同步化降解技术研究                                | 乔国华     |
| 5        | 阜新盆地页岩气资源高效转化的催化机理探索                      | 孙晓颖     |
| 6        | 东北林蛙个体分子鉴别与群体遗传学研究                          | 杨宝田     |
| 7        | 非线性波方程的怪波解与怪波的操控—重现、湮灭和维持研究         | 于发军     |
| 8        | 典型燃煤环境下硫和氯的高温协同腐蚀机制及防护涂层研究          | 张轲       |
| 9        | 隐私保护多方自适应认证通信与抗叛变行为研究                    | 朱宏峰     |
| 10       | 具有可控粒径和形貌负载钯催化剂的制备及其选择催化加氢性能研究  | 朱君江     |
| 11       | 基于疏水淀粉的pickering乳液体系构建及食品功能因子传递研究     | 朱旻鹏     |
| 12       | N元复合光催化剂的制备及其在页岩油废水处理中的应用研究         | 李娜       |
| 参考资料 |                                                               |            |

| 序号     | 项目名称                                                   | 技术领域       | 项目负责人 |
| 1        | 电磁层析成像无损检测技术的研究                             | 电子信息       | 李柳       |
| 2        | 基于大数据流式计算云端处理成本优化的研究                   | 电子信息       | 夏辉       |
| 3        | 淡水鱼下脚料促钙吸收肽的可控制备及其生物活性评价           | 精细化工       | 杨平       |
| 4        | 米糠多酚的鉴别、生物活性及其吸收的作用机理                 | 农业病虫害防治 | 徐彩红     |
| 5        | 耐光敏氧化型番茄红素的制备及作用机理研究                   | 农业病虫害防治 | 赵秀红     |
| 6        | 高能量密度电极材料的研究                                   | 新材料         | 白明华     |
| 7        | 超细纳米Co-Mo-B的可控制备及高效催化氨硼烷制氢研究          | 新能源与节能   | 王艳       |
| 8        | 热声发电系统声学阻抗互联模型及最大电功输出控制策略研究     | 新能源与节能   | 何新       |
| 9        | 三维自支撑电催化水裂解电极材料的设计                       | 新能源与节能   | 周丽景     |
| 10       | 用于高效钙钛矿电池的星射形共轭大分子材料研究               | 新能源与节能   | 初增泽     |
| 11       | 氮沉降背景下内蒙古典型草原昆虫多样性与景观要素耦合关系研究 | 资源与环境     | 武鹏峰     |
| 12       | 模糊系统理论在股指技术面分析中的应用研究                   | 其他           | 王立柱     |
| 参考资料 |                                                            |                |            |

### 科研机构
截至2017年5月，学校拥有省级重大科技平台1个、工程技术研究中心3个、重点实验室11个、高校重点实验室3个、重点研究基地26个。
省级高校重大科技平台：辽宁省能源与环境催化工程技术研究中心 
省级工程技术研究中心：辽宁省油气资源高效转化与洁净利用工程研究中心、辽宁省农业废弃物生物转化与再生工程技术研究中心 、辽宁省粮食产后减损工程技术研究中心 
省级重点实验室：辽宁省生物进化与生物多样性重点实验室、辽宁省燃煤二氧化碳减排与多污染物控制开放重点实验室（合作）、辽宁省古生物演化与古环境变迁重点实验室、辽宁省特种材料制备与应用技术重点实验室、辽宁省燃煤CO2及污染物减排重点实验室、辽宁省中小企业信息化技术重点实验室  、辽宁省油气资源高效转化与洁净利用重点实验室 （不完全名单）
省级高校重点实验室：先进材料的微观结构与性能重点实验室、生物系统进化与农业生态重点实验室、复杂体系的分离与分析重点实验室

### 学术资源
- 馆藏资源

据2017年8月学校官网信息显示，沈阳师范大学图书馆馆藏图书近150万册，年订购中外文期刊500余种；有电子图书50万余种，中外文电子期刊2万余种，博硕士论文45万篇；各种多媒体音像资料2万多种；大型网络数据库24个，自建特色数据库15个。
- 学术期刊

《沈阳师范大学学报（自然科学版）》
《沈阳师范大学学报（自然科学版）》是由辽宁省教育厅主管，沈阳师范大学主办的综合性学术理论刊物；该刊1983创刊，主要刊登数学、物理学、化学、生物学、计算机科学、体育科学、基础教育与教学等方面具有一定学术水平和学术价值的论文，是中国科技核心期刊、辽宁省一级期刊，入编《中国学术期刊（光盘版）》和“中国期刊网”，加入“万方数据资源系统（Chinainfo）数字化期刊群”，是美国《化学文摘》、美国《剑桥科学文摘》、德国《数学文摘》、俄罗斯《文摘杂志》等国外重要检索机构的固定收录刊源。
《沈阳师范大学学报（社会科学版）》
《沈阳师范大学学报（社会科学版）》是由沈阳师范大学主办、辽宁省教育厅主管，以反映沈阳师范大学文科各学、院、所教学和科研成果为主的综合性理论刊物，主要刊登文、史、哲、经、法、教等学科的学术论文。 该刊1977年创刊，曾被评为首届全国百强社科学报，是《中国期刊网》、《中国学术期刊（光盘版）》全文收录期刊，《中国学术期刊综合评价数据库》、《中国人文社会科学引文数据库》来源期刊。

## 对外交流
截至2017年5月，学校先后与美国、英国、加拿大、日本、俄罗斯、比利时、丹麦、澳大利亚、韩国等国家的58所高等院校及科研机构签订了国际学术交流及合作协议，并互派师生交流、讲学，进行科研合作；建设有我国在中东地区为数不多的两所孔子学院—黎巴嫩贝鲁特圣约瑟夫大学孔子学院和约旦安曼TAG孔子学院。

## 机构设置

### 党群机构[18]
- 党政办公室
- 党委组织部（党校）
- 党委宣传统战部
- 工会
- 审计监察处(纪委办公室)
- 团委

### 行政机构[19]
- 人事处
- 教务处
- 教师教育处
- 学科与科研工作处
- 研究生处
- 合作发展处
- 学生处
- 招生就业指导处
- 财务处（招标采购委员会办公室）
- 后勤工作处
- 校园安全与管理处
- 国际交流合作处
- 离退休工作处
- 档案馆
- 资产管理处

### 教学机构[20]
- 国际教育学院
- 国际商学院
- 外国语学院
- 人工智能学院
- 戏剧艺术学院
- 继续教育学院
- 马克思主义学院
- 法学院
- 社会与历史学院
- 教育科学学院
- 教师教育学院
- 新闻与传播学院
- 体育科学学院
- 文学院
- 音乐学院
- 美术与设计学院
- 古生物学院
- 教育硕士研究生院
- 数学与系统科学学院
- 物理科学与技术学院
- 生命科学学院
- 公共管理学院
- 旅游管理学院
- 化学化工学院
- 粮食学院
- 学前与初等教育学院
- 大学外语教学部
- 计算机与数学基础教学部

### 研究机构[21]
- 教育经济与管理研究所
- 中国文化与文学研究所
- 古生物研究所
- 两栖爬行动物研究所
- 中国北方少数民族文化研究中心
- 辽宁省基础教育教研培训中心
- 法律文化研究中心
- 书法教育研究所
- 梅兰芳艺术研究所
- 延松剧场艺术研究所
- 能源与环境催化研究所
- 法律与公共政策研究中心
- 人力资源开发与管理研究所

### 学术组织[22]
- 学术委员会

### 附属单位[23]
- 附属学校
- 师大春天幼儿园
- 附属实验学校
- 附属艺术学校

### 教辅单位[24]
- 后勤集团
- 实验教学中心
- 图书馆
- 学报
- 网络信息中心

## 学校领导

### 现任领导
| 职 务      | 姓 名      |
| 党委书记   | 姜凤春     |
| 校长       | 杨松       |
| 党委副书记 | 韩国海     |
| 纪委书记   | 杨旭       |
| 副校长     | 杨杰、刘铸 |
| 参考资料   |            |